# عصب پوستی پشتی داخلی پا
عصب پوستی پشتی داخلی پا (انگلیسی: Medial dorsal cutaneous nerve)یکی از شاخه‌های انتهایی عصب سطحی فیبولاریس می‌باشد که پس از جدا شدن از ان و عبور از قدام مفصل مچ پا خود به دو شاخه پشتی انگشتی یا دورسال دیژیتال تقسیم می‌گردد یکی از آنها سمت داخلی پشتی ششست و دیگری طرفین شکاف بین انگشتی اول یعنی سمت خارجی شست و داخلی انگشت دوم را عصب دهی می‌کند.
این عصب پوست قسمت داخلی پا و مچ پا را عصب دهی کرده و با اعصاب صافن و پرونئال عمقی نیز ارتباط برقرار می‌کند.